# 费尔赞斯
费尔赞斯（法語：Felzins，法語發音：[fɛlzɛ̃s]）是法国洛特省的一个市镇，属于菲雅克区。该市镇总面积15平方公里，2009年时的人口为375人。

## 人口
费尔赞斯人口变化图示